# Ljutovo
Ljutovo (cyr. Љутово) – wieś w Serbii, w Wojwodinie, w okręgu północnobackim, w mieście Subotica. W 2011 roku liczyła 1067 mieszkańców.